# Zakrzówek (Lublin)
Pour les articles homonymes, voir Zakrzówek.
Zakrzówek (prononciation : [zaˈkʂuvɛk]) est un village polonais de la gmina de Zakrzówek dans le powiat de Kraśnik de la voïvodie de Lublin dans l'est de la Pologne.
Le village est le siège administratif (chef-lieu) de la gmina appelée gmina de Zakrzówek.
Il se situe à environ 11 kilomètres à l'est de Kraśnik (siège du powiat) et 38 kilomètres au sud de Lublin (capitale de la voïvodie).
Le village compte approximativement une population de 1 400 habitants.

## Histoire
De 1975 à 1998, le village est attaché administrativement à l'ancienne Voïvodie de Lublin.

Depuis 1999, il fait partie de la nouvelle voïvodie de Lublin.